# Anafilaxi
L'anafilaxi és una severa reacció d'hipersensibilitat tipus I aguda multi-sistèmica, que té un començament ràpid i pot causar la mort. Normalment causa més d'un dels següents símptomes/signes: erupció amb picor, inflor de la gola o de la llengua, falta d'aire, vòmits, mareig, pressió arterial baixa. Aquests símptomes solen aparèixer entre minuts i hores. Quan la reacció és tan severa que pot conduir a la mort, parlem d'un xoc anafilàctic, que és un xoc (circulatori).
Les causes més freqüents inclouen al·lergògens introduïts al cos per picades d'insectes, aliments i medicaments. Altres causes inclouen l'exposició al làtex i l'exercici. A més, es poden produir casos sense un motiu obvi. El mecanisme consisteix en l'alliberament de mediadors de certs tipus de leucòcits desencadenats per mecanismes immunològics o no immunològics. El diagnòstic es basa en la presentació de símptomes i signes després de l'exposició a un al·lergen potencial.
El tractament principal de l'anafilaxi és la injecció d'adrenalina en un múscul, administració de líquids intravenosos i el posicionament en decúbit. És possible que siguin necessàries dosis addicionals d'adrenalina. Altres mesures, com ara antihistamínics i glucocorticoides, són complementàries. Es recomana portar un autoinjector d'adrenalina i identificar la malaltia en persones amb antecedents d'anafilaxi.
A tot el món, s'estima que el 0,05-2% de la població experimenta anafilaxi en algun moment de la vida. Les taxes semblen augmentar. Es produeix amb més freqüència en joves i dones. De les persones que van a un hospital amb anafilaxi als Estats Units, sobreviuen aproximadament el 99,7%. El terme prové de les paraules del grec ανα (ana, contra) i φύλαξις (phylaxis, protecció).